# Campeonato Sub-17 de la OFC 2007
El Campeonato Sub-17 de la OFC 2007 fue la décima primera edición de dicho torneo. Se llevó a cabo entre el 21 y el 24 de marzo en la Polinesia Francesa.
Participaron cuatro selecciones: Fiyi, Nueva Caledonia, Nueva Zelanda y Tahití, que se enfrentaron entre sí en un sistema de todos contra todos. Nueva Zelanda ganó el torneo por segunda vez y clasificó a la Copa Mundial la categoría de 2007.

## Equipos participantes
| Equipos participantes | Equipos participantes | Equipos participantes | Equipos participantes |
| --------------------- | --------------------- | --------------------- | --------------------- |
| Fiyi                  | Nueva Caledonia       | Nueva Zelanda         | Tahití                |

## Clasificación
| Selección       | Pts | PJ | PG | PE | PP | GF | GC | Dif |
| --------------- | --- | -- | -- | -- | -- | -- | -- | --- |
| Nueva Zelanda   | 9   | 3  | 3  | 0  | 0  | 9  | 2  | 7   |
| Tahití          | 2   | 3  | 0  | 2  | 1  | 1  | 2  | -2  |
| Fiyi            | 2   | 3  | 0  | 2  | 1  | 2  | 4  | -2  |
| Nueva Caledonia | 2   | 3  | 0  | 2  | 1  | 1  | 5  | -4  |

## Resultados
| Fecha               | Lugar   |                 |                               | Resultado |                               |                 |
| ------------------- | ------- | --------------- | ----------------------------- | --------- | ----------------------------- | --------------- |
| 21 de marzo de 2007 | Papeete | Fiyi            | Bandera de Fiyi               | 1:3       | Bandera de Nueva Zelanda      | Nueva Zelanda   |
| 21 de marzo de 2007 | Papeete | Nueva Caledonia | Bandera de Nueva Caledonia    | 0:0       | Bandera de Polinesia Francesa | Tahití          |
| 22 de marzo de 2007 | Papeete | Fiyi            | Bandera de Fiyi               | 1:1       | Bandera de Nueva Caledonia    | Nueva Caledonia |
| 22 de marzo de 2007 | Papeete | Nueva Zelanda   | Bandera de Nueva Zelanda      | 2:1       | Bandera de Polinesia Francesa | Tahití          |
| 24 de marzo de 2007 | Papeete | Nueva Caledonia | Bandera de Nueva Caledonia    | 0:4       | Bandera de Nueva Zelanda      | Nueva Zelanda   |
| 24 de marzo de 2007 | Papeete | Tahití          | Bandera de Polinesia Francesa | 0:0       | Bandera de Fiyi               | Fiyi            |

| Bandera de Nueva Zelanda |
| Campeón Nueva Zelanda    |
| 2.do título              |